# لارس وایسنفلد
لارس وایسنفلد (انگلیسی: Lars Weißenfeldt؛ زادهٔ ۱۵ فوریهٔ ۱۹۸۰) بازیکن فوتبال اهل آلمان است.
از باشگاه‌هایی که در آن بازی کرده‌است می‌توان به باشگاه فوتبال آینتراخت فرانکفورت، باشگاه فوتبال اف‌اس‌وی فرانکفورت، و باشگاه فوتبال کیکرز اوفنباخ اشاره کرد.